# Ein Mädchen vom Lande
Ein Mädchen vom Lande ist ein US-amerikanisches Filmdrama von George Seaton aus dem Jahre 1954. Als Vorlage diente das gleichnamige Theaterstück von Clifford Odets. Die Paramount Pictures produzierte.

## Handlung
Der erfolgreiche Broadway-Regisseur Bernie Dodd möchte die Hauptrolle in seinem nächsten Stück mit Frank Elgin besetzen. Produzent Phil Cook ist von dieser Idee wenig begeistert: Frank, früher ein großartiger Sänger und Schauspieler, ist längst beim Publikum vergessen und ein heruntergekommener Trinker. Seine Ehefrau Georgie überredet ihn trotz seiner Selbstzweifel, das Engagement anzunehmen.
Doch bei den Proben leidet bald das ganze Ensemble unter Franks Unsicherheit. Immer wieder sucht er Trost im Alkohol und rechtfertigt seine Situation mit einer familiären Tragödie, die sich vor vielen Jahren ereignet hat: Ihr kleiner Sohn kam bei einem Autounfall ums Leben. Infolgedessen habe Georgie sich sinnlos betrunken und einen Selbstmordversuch begangen. Um ihrem Dasein einen Sinn zu geben, habe er ihr damals eingeredet, ohne ihren Rat und Zuspruch nicht auskommen zu können. Seither bestimmte sie über sein Leben, bevormunde und überwache ihn, was ihn schließlich zur Trunksucht getrieben hätte.
Dieses Geständnis bestärkt Bernie in der Überzeugung, Frank zu einem Comeback zu verhelfen. Die ersten Aufführungen in Boston führen jedoch zur Ernüchterung. Bernie wirft Georgie vor, die Ursache für Franks Versagen zu sein. Aus Verbitterung über die unfairen Anschuldigungen beschließt sie, den Aufführungsort zu verlassen und abzureisen. Nach einem erneuten exzessiven Besäufnis landet Frank im Gefängnis. Erst jetzt gibt Georgie die Wahrheit über das Unglück von damals preis: Frank war es, der auf dem Höhepunkt der Karriere seinen Sohn für einen Moment aus den Augen ließ, als Reporter am Straßenrand Publicity-Fotos von ihm machten. Seitdem fühlt sich Frank für den Tod des Kindes verantwortlich, meidet jede Verantwortung und vertraut sich vollständig der Fürsorge seiner Frau an.
Bernies Abneigung gegen Georgie weicht einer tiefen Bewunderung und Verehrung für ihre selbstlose Hingabe. Er ermutigt Frank weiterzuspielen, und einige Wochen später ist die Premiere in New York ein Riesenerfolg. Frank hat durch die hervorragenden Kritiken an Selbstbewusstsein gewonnen, aber inzwischen hat sich Bernie in Georgie verliebt. Vor die Wahl gestellt, entscheidet sich Georgie ein letztes Mal für die Pflicht: Sie bleibt ihrem Mann treu.

## Hintergründe
- Die Produktion war von nicht unerheblichen Startschwierigkeiten geprägt. Die beiden Produzenten William Perlberg und George Seaton hatten ursprünglich Jennifer Jones für die weibliche Hauptrolle vorgesehen, die jedoch kurz vor Beginn der Dreharbeiten schwanger wurde. Ihr damaliger Ehemann, der mächtige Filmproduzent David O. Selznick, bestand darauf, seine Frau trotzdem zu verpflichten, und konnte nur mühsam vom Gegenteil überzeugt werden.
- Zudem verweigerte das Filmstudio MGM, bei dem Grace Kelly unter Vertrag stand, zunächst die Freigabe für Paramount, weil sie bereits für den Film Grünes Feuer verplant war. Perlberg und Seaton ließen Kelly daraufhin das Manuskript zu The Country Girl diskret zuspielen und spekulierten erfolgreich darauf, dass sie die einmalige Gelegenheit zur Weiterentwicklung ihrer schauspielerischen Karriere erkennen würde, die sich durch die Verkörperung einer echten Charakterrolle bot.
- Der Film wurde in den deutschen Kinos auch unter den Verleihtiteln Die Liebe einer Frau und Wie du mich willst gestartet.

## Kritiken
„Packendes Ehedrama unter Broadway-Schauspielern: Ein einstiger Star findet nach Jahren persönlicher und familiärer Krise wieder Anschluss an eine neue Karriere. Menschlich überzeugend, hervorragend gespielt.“

„Ein Film der Darsteller, ein Triumph der Dialoge, ein geradezu bestürzend echtes Kunstwerk. Letzteres trotz und gerade wegen der nackten Aufrichtigkeit seines thematischen Gehalts.“

## Auszeichnungen
- Grace Kelly wurde am 30. März 1955 mit dem Oscar als Beste Hauptdarstellerin ausgezeichnet. Sie setzte sich gegen die favorisierte Judy Garland durch, die in derselben Kategorie für den Film Ein neuer Stern am Himmel nominiert war.
- Regisseur und Drehbuchautor George Seaton gewann im selben Jahr den Oscar für das beste Drehbuch (nach literarischer Vorlage). Der Film war außerdem noch in fünf weiteren Kategorien nominiert, unter anderem auch für die beste männliche Hauptrolle.

## Sonstiges
Der vom britischen Musiker Mika im Januar 2007 veröffentlichte Titel Grace Kelly enthält zu Beginn einige nachgesprochene Zitate aus dem Film: “I wanna talk to you. – The last time we talked, Mr. Smith, you reduced me to tears. – I promise you it won't happen again.” Abgesehen von der Anrede (“Mr. Dodd” wurde durch “Mr. Smith” ersetzt) geben die Zeilen einen Dialog zwischen Bernie Dodd und Georgie Elgin in der Mitte des Films (55:40 Minuten) wieder.

## DVD-Veröffentlichung
- The Country Girl, Paramount Home Entertainment 2004 (bislang nicht im deutschsprachigen Raum erschienen)